# Frölundaborg
Frölundaborg - oficialmente Frölundaborgs isstadion - é um recinto polivalente coberto, localizado na cidade de Gotemburgo, na Suécia. A arena é usada como pista de patinagem e como estádio de hóquei no gelo pelo clube Frölunda HC, e está vocacionada para acolher não só atividades e competições desportivas como também espetáculos artísticos e culturais.